# Портман, Роб
Роберт Джонс «Роб» Портман (англ. Robert Jones "Rob" Portman; 19 декабря 1955, Цинциннати, Огайо) — американский юрист и политический деятель, член Республиканской партии. Младший сенатор США от штата Огайо с 2011 по 2023 год. Ранее он был торговым представителем США с 2005 по 2006 гг. и директором Административно-бюджетного управления с 2006 по 2007 гг.

## Биография
В 1979 г. он получил степень бакалавра в Дартмутском колледже, а в 1984 г. — юридическое образование в Мичиганском университете. Он работал юристом в Белом доме во времена Джорджа Буша-старшего. Был членом Палаты представителей Конгресса США с 1993 по 2005 гг.
Был одним из соавторов Закона о борьбе с иностранной пропагандой и дезинформацией (2017)
Роберт Портман женился на Джейн Дадли в 1986 году. У пары трое детей.

## Награды
- Офицер ордена Британской империи (2024 год, Великобритания)[3].
- Орден «За заслуги» І степени  (23 августа 2022 года, Украина) — за значительные личные заслуги в укреплении межгосударственного сотрудничества, поддержку государственного суверенитета и территориальной целостности Украины, весомый вклад в популяризацию Украинского государства в мире[4].
- Орден «За заслуги» III степени (4 апреля 2018 года, Украина) — за за весомый личный вклад в укрепление украинско-американского межгосударственного сотрудничества, отстаивание государственного суверенитета и территориальной целостности Украины[5][6].
- Почётная грамота Верховной Рады Украины (2024 год)[7].